# Bellheim
Bellheim (palat. Bellem) – miejscowość i gmina w Niemczech, w kraju związkowym Nadrenia-Palatynat, w powiecie Germersheim, siedziba gminy związkowej Bellheim.